# ラブライブ!サンシャイン!! Aqours 4th LoveLive! 〜Sailing to the Sunshine〜
『ラブライブ！サンシャイン!! Aqours 4th LoveLive! ～Sailing to the Sunshine～』（ラブライブ サンシャイン アクア フォース ラブライブ セーリング トゥ ザ サンシャイン）は、2019年5月29日に発売されたAqoursの映像作品。2018年11月17日・18日に東京ドームにて行われたAqoursの4thライブー『ラブライブ！サンシャイン!! Aqours 4th LoveLive! ～Sailing to the Sunshine～』の公演の模様が収録される。
本稿では、この4thライブの舞台裏を追ったNHKのドキュメンタリー番組『シブヤノオト Presents Aqours東京ドームへの道 〜想いよひとつになれ〜』についても記述する。

## リリース
Aqours4枚目の映像作品。2019年2月10日に開催されたファンミーティング『ラブライブ！サンシャイン!! Aqours クラブ活動 LIVE ＆ FAN MEETING 2018 ユニット対抗全国ツアー 沼津Guilty Kiss公演』で、Blu-rayとDVDでの発売決定が発表された。
2018年11月17日分のみを収録した「Day 1」と、11月18日分のみを収録した「Day 2」がDVDとBlu-rayで発売するほか、Blu-rayのみを両日分を収録した「Blu-ray Memorial BOX」が発売される。

## チャート成績
2019年5月28日付のオリコンBD総合デイリーランキングで2位にランクイン。翌日の5月29日付では1位にランクアップした。6月6日付のオリコン週間ランキングでは、音楽BD週間ランキングで初動2.4万枚を売り上げ1位にランクイン。2作連続で週間1位を獲得することとなった。通常盤DVDは「Day2」が音楽DVDチャートで19位にランクインし、BD/DVD合算チャートでは2位にランクインした。

## 収録内容
斜体の劇伴は加藤達也が指揮する浦の星交響楽団によるオーケストラ演奏。

### 本編（Day1）

#### Disc 1
1. Main theme of LoveLive! Sunshine!!
2. 君のこころは輝いてるかい?
3. Step! ZERO to ONE
4. 恋になりたいAQUARIUM
5. 少女以上の恋がしたい
6. 青空Jumping Heart
7. 想いのかけら
8. 夢を飛ぶ紙飛行機
9. Hello New Season!
10. Let's enjoy together
11. 前回のラブライブ！サンシャイン!!
12. 決めたよHand in Hand - 高海千歌（伊波杏樹）、桜内梨子（逢田梨香子）、渡辺曜（斉藤朱夏）
13. Waku-Waku-Week! - 津島善子（小林愛香）、国木田花丸（高槻かなこ）、黒澤ルビィ（降幡愛）
14. G線上のシンデレラ - 松浦果南（諏訪ななか）、黒澤ダイヤ（小宮有紗）、小原鞠莉（鈴木愛奈）
15. 想いよひとつになれ
16. 聖なる日の祈り
17. ジングルベルがとまらない

#### Disc 2
1. DETERMINATION
2. 海の音を探して
3. ONE FOR ALL
4. MY舞☆TONIGHT
5. 待ってて愛のうた
6. 未熟DREAMER
7. ありがとう、そしてサヨナラ
8. 起こそうキセキを!
9. MIRAI TICKET
10. キセキヒカル
11. Awaken the power - Saint Aqours Snow
12. No.10
13. ユメ語るよりユメ歌おう
14. 未来の僕らは知ってるよ
15. WONDERFUL STORIES
16. Thank you, FRIENDS!!

### 本編（Day2）

#### Disc 3
1. Main theme of LoveLive! Sunshine!!
2. 君のこころは輝いてるかい?
3. Step! ZERO to ONE
4. HAPPY PARTY TRAIN
5. 少女以上の恋がしたい
6. 青空Jumping Heart
7. 想いのかけら
8. 夢を飛ぶ紙飛行機
9. Hello New Season!
10. Let's enjoy together
11. 前回のラブライブ！サンシャイン!!
12. ダイスキだったらダイジョウブ! - 高海千歌（伊波杏樹）、桜内梨子（逢田梨香子）、渡辺曜（斉藤朱夏）
13. Waku-Waku-Week! - 津島善子（小林愛香）、国木田花丸（高槻かなこ）、黒澤ルビィ（降幡愛）
14. G線上のシンデレラ - 松浦果南（諏訪ななか）、黒澤ダイヤ（小宮有紗）、小原鞠莉（鈴木愛奈）
15. 想いよひとつになれ
16. 聖なる日の祈り
17. ジングルベルがとまらない

#### Disc 4
1. DETERMINATION
2. 海の音を探して
3. ONE FOR ALL
4. MY舞☆TONIGHT
5. 待ってて愛のうた
6. 未熟DREAMER
7. ありがとう、そしてサヨナラ
8. 起こそうキセキを!
9. WATER BLUE NEW WORLD
10. キセキヒカル
11. Awaken the power - Saint Aqours Snow
12. No.10
13. 勇気はどこに?君の胸に!
14. 未来の僕らは知ってるよ
15. WONDERFUL STORIES
16. Thank you, FRIENDS!!
17. カーテンコール

## エピソード
- 「想いよひとつになれ」のパフォーマンスは、アニメ本編では披露されなかった9人でのダンスを披露することとなった。9人バージョンではセンターは桜内梨子（逢田梨香子）となり、千歌と曜の間に梨子も加わる構成となっている。アニメとのシンクロを崩すことになるため、披露前はファンに受け入れるか不安だったという[注 1]。実際のパフォーマンスでは、1stライブでのパフォーマンスと同様に最初は冒頭の伴奏を弾いた後、ピアノから離れてメンバー8人と合流。9人で再び円陣を組み9人でのダンスを披露した[4]。これを機に以降のライブでも「想いよひとつになれ」が解禁され、披露される際はこの9人バージョンで行われることになった。
- 「待ってて愛のうた」の2番では、メンバーが一列にステージに広がった際、観客がペンライトをそれぞれ目の前にいるメンバーの色に自主的に切り替えたため、アリーナに巨大な虹ができるというステージとなった。また、このパフォーマンスの途中で鈴木愛奈が伊波杏樹の頬にキスする一幕[注 2]もあり、ライブ直後のニコニコ生放送やラジオなどで「あいにゃキス事件」としてメンバーの間で大きな話題となった。
- ライブ恒例の新情報発表では、ライブ直前の11月14日に出演することが決まった第69回NHK紅白歌合戦（12月31日放送）への出演を祝う映像が急きょ制作された[注 3]。
- 2日目では、アンコールも終わりメンバーがはけた後もファンによるAqoursコールを受けて、メンバーが大粒の涙を流しながら再びステージに登壇した。ファンへの感謝を伝えるため、マイクを外し大声で「ありがとうございました」と叫び、4thライブを締めくくった[注 4][注 5]。

## シブヤノオト Presents Aqours東京ドームへの道 〜想いよひとつになれ〜
『シブヤノオト Presents Aqours東京ドームへの道 〜想いよひとつになれ〜』（シブヤノオトプレゼンツ アクアとうきょうどーむへのみち おもいよひとつになれ）は、2019年1月14日にNHK総合テレビジョンで放送されたドキュメンタリー番組。「シブヤノオト」の特別番組として放送された。
Aqours 4th LoveLive!での風景を中心に、Aqoursの結成から東京ドームへ至るまでの舞台裏を、「シンクロパフォーマンス」「スペシャルな演出」「μ'sの存在」「心のシンクロ」「再現チャレンジ」の5つのキーワードに分けて追っていく内容となっている。放送では、Aqours結成当時の最初の顔合わせの映像が初解禁された。
放送は大きな反響を呼び、反響を受けて2019年2月2日（1日深夜）に再放送された。

### スタッフ
- 出演 - Aqours、Saint Snow、石川ゆみ、加藤達也、浦の星交響楽団、μ's（映像のみ出演）
- ナレーション - 池田伸子
- 映像提供 - サンライズ、©2017 プロジェクトラブライブ！サンシャイン!!
- 資料提供 - バンダイナムコアーツ
- 撮影 - 原野菜穂
- 音声 - 竹内浩史
- 音響効果 - 高野寿子
- 取材 - 又場夏実
- ディレクター - 黒河内高明、青山敏雄
- 制作統括 - 山田良介、大塚信広
- 制作 - NHKエンタープライズ